# Caryocolum moehringiae
Caryocolum moehringiae is een vlinder uit de familie tastermotten (Gelechiidae). De wetenschappelijke naam is voor het eerst geldig gepubliceerd in 1954 door Klimesch.
De soort komt voor in Europa.